# S.E.O. Malyshev
Planta de Motores Mályshev (en ucraniano: Завод імені В. О. Малишева, Zavod ímeni V.O. Málysheva), conocida anteriormente como Planta de Locomotoras de Járkov (en ucraniano: Харківський паровозобудівний завод, Járkivsky Parovozobudivny Zavod o JPZ) es una empresa pública ucraniana que se dedica a la fabricación de equipos industriales, motores diésel y blindados. Es una filial de la Oficina de Diseño Morózov de Járkov.

## Historia

### Inicios
La Planta de materiales ferroviarios de Jarkóv, JPZ, produjo al menos el 20% del material ferroviario usado en el Imperio ruso. Fue una de las mayores plantas industriales de todo el imperio.
Además de material ferroviario, la planta también producía telares, cosechadoras y todo tipo de materiales para la industria agrícola. En el año 1922, y según lo firmado en el acuerdo de Rapallo de 1922, la fábrica fue modernizada por técnicos alemanes, junto a la Planta de Locomotoras de Járkiv (en ucraniano: Харківський паровозобудівний завод, Járkivsky Parovozobudivny Zavod, JPZ). En 1923, y como consecuencia del aumento de sus capacidades, la planta asumió la producción de tractores bajo la marca Kommunar y, desde 1927, se estableció una oficina de diseño de materiales de guerra, especialmente de tanques, cuya construcción comenzó en 1928. 

### Segunda Guerra Mundial
En 1936, la planta pasó a llamarse Fábrica N.º 183,  nombre que conservaría en diferentes ocasiones a lo largo de su evolución.
Durante la invasión de Alemania a la URSS las instalaciones fueron abandonadas y sus técnicos, máquinas, líneas de producción, así como las oficinas de diseño fueron trasladados a los Urales, para dejarlos fuera del alcance de los alemanes.
Como resultado, Tankograd se fundó en torno a la asociación de las plantas Uralvagonzavod, la ChTZ, la Omsktransmash, que luego pasarían a denominarse por códigos. El código asignado para la planta Mályshev sería Fábrica de Tanques de los Urales N.º 183.
Desde el traslado de la fábrica, sus trabajadores e ingenieros sirvieron en el gran esfuerzo soviético por repeler la invasión alemana. Así, éstos ayudaron especialmente en la producción de varias de las partes de los modelos de carros KV-1, KV-2, y colaboraron en la producción del T-34, insigne por su cantidad y eficacia en los combates de recaptura.

### Tras la guerra
Tras la retoma de la planta en 1945, sus labores siguieron centrándose en la producción de la serie de motores V-2, que le dieron inicio a los T-34-85, y posteriormente a los T-44 y los T-55, así como a sus blindados derivados.
En 1963 se inicia el estudio y diseño de un prototipo de carro de combate ("Obyject 430"), y en 1967 se presenta la versión de su producción en serie, el T-64 ("Obyject 434B") propulsado por el motor 5TDF. Este modelo sería la punta de lanza en el diseño de carros de combate soviéticos durante muchos años, e incluso hasta la actualidad en Ucrania y Rusia.
En 1978, se inicia el estudio y diseño de otro innovador prototipo, en base del chasis del T-64 que resultaría en el muy conocido T-80 que es presentado formalmente en 1985. Sin embargo, debido a serias decisiones políticamente debilitanes, su producción sería encomendada a varias plantas en la URSS, lo cual llevó a que fuera la planta de Omsk quien se quedara con el crédito del diseño. Para tratar de paliar una de las desventajas del T-80, se presentó en la Mályshev el T-80UD, un modelo de tanque propulsado por un motor diésel (el 6TD-1), pues la industria militar soviética, como precaución ante algún ataque exterior durante el periodo de la guerra ideológica entre oriente-occidente, distribuía su producción en diferentes establecimientos, siendo la planta Mályshev la encargada de la fabricación de cajas de cambios, engranajes y piñonería de diferentes vehículos.

### Actualidad
Desde la disolución de la URSS en 1991, las industrias de armamentos de las diferentes naciones recientemente creadas sufrieron algunas crisis cíclicas, e inclusive fueron víctimas de serios incumplimientos por parte de sus contratantes. Por ejemplo, en 1996 Pakistán hizo un pedido de 320 tanques T-80UD por un valor de US$ 620 millones, el cual fue reiteradamente pospuesto. Algunas fuentes sugieren que de dichos tanques muchos reemplazaron el blindaje cerámico por uno de menor calidad (de capas de caucho entre acero balístico) por lo cual su efectividad se vería disminuida ante rondas de tanque penetrantes, y que no todos serían del modelo acordado. Frente a esta circunstancia, la planta Mályshev subcontrató posteriormente los módulos cerámicos con firmas rusas   para instalar los blindados ya despachados.
Desde el año 2000, la planta se encargó de la actualización de los blindados BMP-2 y BMP-3 de los Emiratos Árabes Unidos. Posteriormente, negoció con el gobierno de Ucrania un plan de modernización de sus tanques, y en un contrato cercano a los US$20 millones comienza la actualización de los T-64 al estándar BM Bulat. Bajo este plan se han actualizado 76 unidades del citado modelo; todos ellos producidos en la misma fábrica.
Recientemente se ha sabido que esta fábrica, considerada como la más grande productora de materiales de guerra en la CEI y en el mundo, ha solicitado la quiebra de sus operaciones.